# 黄埔古港
黄埔古港位于中国广州市海珠区琶洲街道石基河边的黄埔经济联社（原黄埔村），因仿古商船瑞典哥德堡号2006年的来访而重建。黄埔古港和南海神庙都是古代海上丝绸之路的发祥地。

## 历史

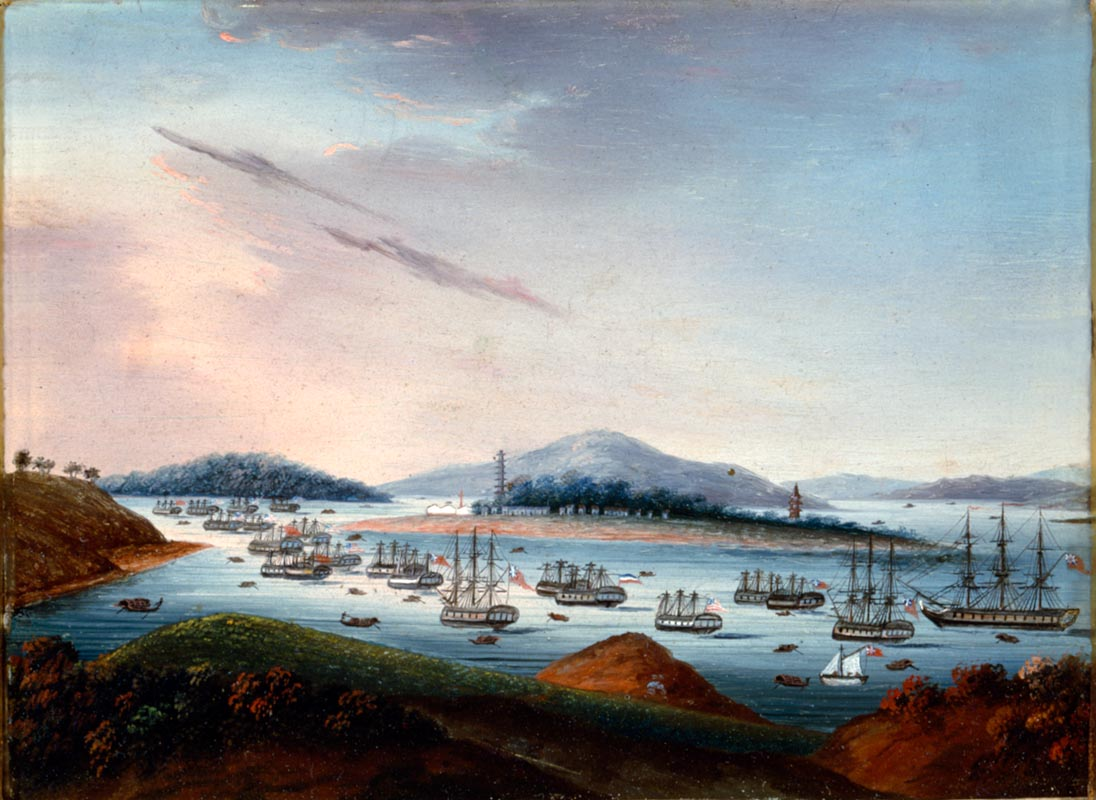
1810年的Whampoa Anchorage（黃埔錨地），對岸可見琶洲塔。

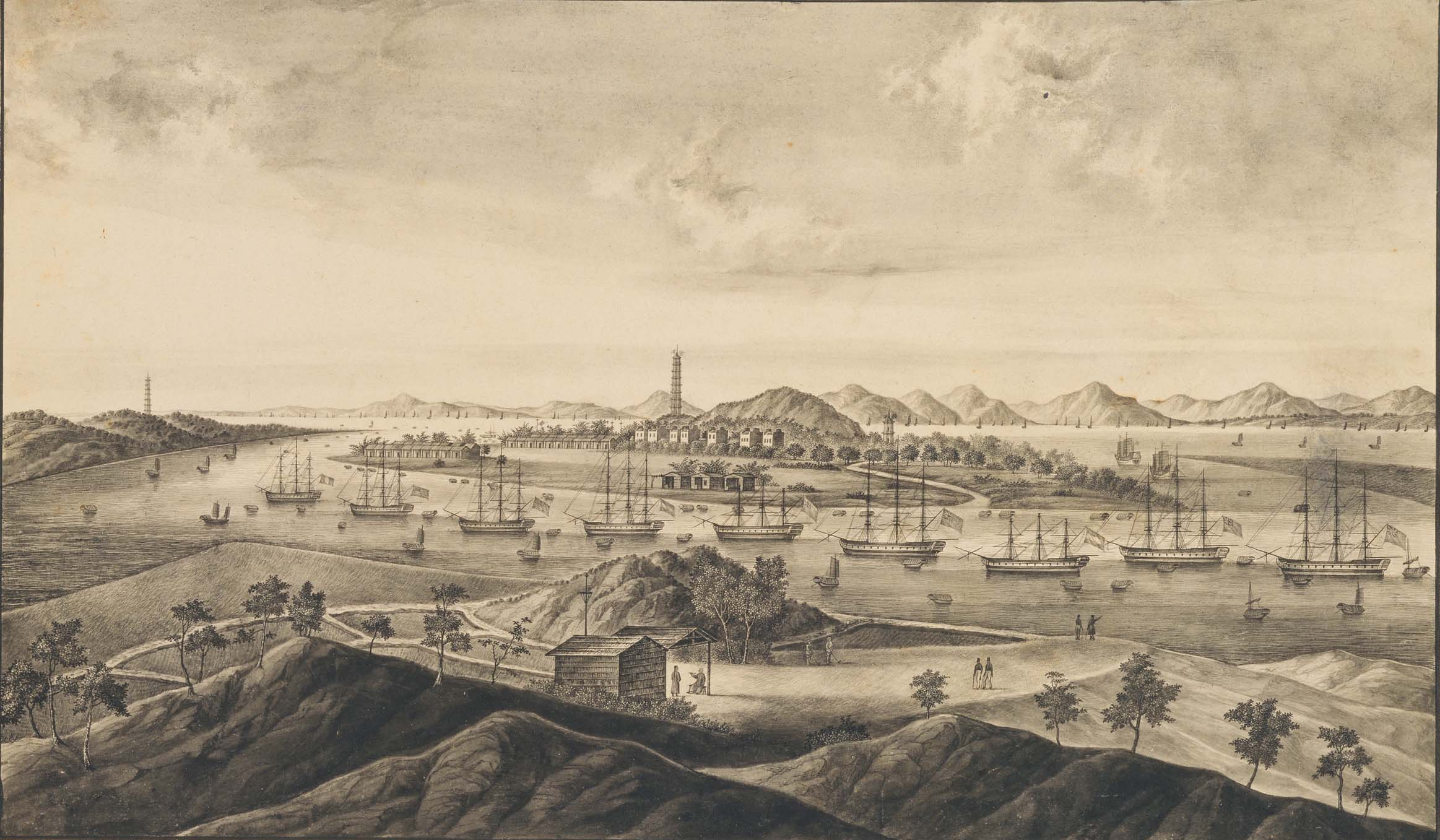
1839年的黄埔錨地。

黄埔古港原称酱园码头，现在岸边仍保留一条“海傍街”。在古代，海傍街紧靠码头，是一个繁闹的集市（西市），有大量商铺，现在村民建房不时还能挖出当时的木桩和桩基。此处附近还散落着大量的石碑和外国海员、商人的墓碑，上有多种文字的碑文。黃埔古港在英文稱為，即「黃埔錨地」。
自宋代起，黄埔村长期在海外贸易中扮演重要角色。至南宋时该处已是“海舶所集之地”。明清以后，黄埔村逐步发展成为广州对外贸易的外港。
清康熙二十四年（1685年），全国设江、浙、闽、粤四海关，粤海关在黄埔村设黄埔挂号口和税馆。黄埔村的挂号口，简称“黄埔口”，是粤海关省城（广州）大关下属的一个税口。据《粤海关志》与《黄埔挂号口图》记载，在黄埔口设有黄埔税馆、夷务所、买办馆和永靖营等机构。当时清政府规定：“凡载洋货入口之外国商船，不得沿江停泊，必须下锚于黄埔。”故粤海关建立后，进广州贸易的外国商船基本都是经黄埔古港进出。
乾隆二十二年（1757年），清政府在全国撤销江、浙、闽三海关，只保留了粤海关，并作出关于“嗣后口岸定于广东，夷船只许在广东收泊贸易”的决策，指定广州为惟一对外贸易口岸，此政策延续到道光20年（1840年）。据《黄埔港史》记载，从乾隆二十三年（1758年）至道光十七年（1837年）的80年间，停泊在黄埔古港的外国商船共计5107艘（包括美国“中国皇后号”、俄罗斯“希望号”和“涅瓦号”和澳洲“哈斯丁号”等），成为当时中外贸易商船的唯一停泊地。1739年至1745年，哥德堡号更3次从瑞典远航至此。
鸦片战争后，广州对外贸易的首要地位被上海所取代，酱园码头（黄埔古港）和黃埔港也由于逐年淤积、不利于船只停泊所以減少使用。清同治年间（1862年－1874年），粤海关的黄埔挂号口迁至长洲岛，但仍沿用“黄埔”之名。

## 现状
2002年7月，黄埔古港遗迹和黄埔村早期建筑被列入广州市第六批文物保护单位。
2006年，为迎接哥德堡号，广州市政府决定兴建黄埔古港景区（包括重建古港码头），其总面积达6000平方米，内设粤海第一关纪念馆、古码头、亲水区、“哥德堡号”访问广州纪念碑、园林区等。
黄埔古港陈列馆是在村内梁姓祠堂的基础上改造而成，总面积约为2000平方米，由壁画区、实物区以及中心展区3个部分组成。
粤海第一关纪念馆，是黄埔古港景区根据历史资料原貌修建的仿古建筑群，面积为1670平方米，分夷务馆、税务馆、兵营馆。
黄埔古港景区现分为四个功能区，即纪念展示区、古港公园区、栈道餐饮区及村头广场区。附近的石基村东堤有当地著名的艇仔粥、双皮奶、猪脚姜、芒果及其他小食售卖，价格低廉。2023年4月，黄埔古港景区被评为国家3A级旅游景区。